# David Drok
David Daaf Drok (Rotterdam, 23 mei 1914 – aldaar, 7 maart 2002) was een Nederlands voetballer die als middenvelder speelde.
Drok speelde van 1932 tot begin 1939 bij RFC. Vervolgens kwam hij uit voor Sparta, waarna hij begin 1944 terugkeerde bij zijn oude vereniging RFC. Drok speelde tussen 1935 en 1940 in totaal acht wedstrijden voor het Nederlands voetbalelftal waarin hij vier doelpunten maakte. Hij maakte ook deel uit van de selectie voor het wereldkampioenschap voetbal in 1938 maar kwam op dat toernooi, als in Nederland blijvende reserve, niet in actie.
Na de Tweede Wereldoorlog werd hij vijf maanden gedetineerd door de Politieke Opsporingsdienst. In 1949 stopte Drok bij RFC en werd trainer van VDL in Maassluis. Na een paar maanden werd hij echter weer speler. Drok was begin jaren 50 veldtrainer bij Sparta. Van 1953 tot februari 1955 trainde hij SC Emma, in Dordrecht
Drok had een café aan de Mathenesserplein in Rotterdam.